# Demolition (album de Girlschool)
Albums de Girlschool
Hit and Run
(1981)
Singles
1. Emergency
Sortie : janvier 1980
2. Nothing to Lose
Sortie : mai 1980
3. Race with the Devil
Sortie : juillet 1980

Demolition est le premier album studio du groupe de heavy metal anglais Girlschool. Il est paru le 30 juin 1980 sur le label Bronze Records.

## Historique
Cet album sera enregistré en avril et mai 1980 dans les studios Jackson's à Rickmansworth et sera produit par Vic Maile (ce dernier produira dans la foulée et dans les mêmes studios, l'album Ace of Spades de Motörhead).
Il sera précédé par la sortie d'un premier single du groupe enregistré en 1979 et contenant une première version de la chanson Take It all Away. Ce single aura It Could Be Better comme face B et sorti sur City Records en vinyle couleur (rouge, bleu). Emergency, deuxième single du groupe et premier pour promouvoir le futur album sortira dès janvier 1980 avec la chanson Furniture Fire en face B. On pourra retrouver tous ces titres sur la réédition 2004 de l'album.
Race with the Devil est une reprise du power trio britannique The Gun qui se classa à la 8e place dans les charts britanniques en 1968. La version de Girlschool sortie en single en août 1980 se classa à la 49e place.
L'album se classa à la 28e place des charts du Royaume-Uni.
Cet album sera réédité en 1991 avec le second album, Hit and Run, sous la forme d'un seul compact disc par Dojo Limited, une filiale de Castle Communications.

## Liste des titres

### Édition originale en vinyle
Face 1
| No | Titre                                           | Auteur                                           | chant | Durée |
| -- | ----------------------------------------------- | ------------------------------------------------ | ----- | ----- |
| 1. | Demolition Boys                                 | Kim McAuliffe, Kelly Johnson                     | Kim   | 3:39  |
| 2. | Not for Sale                                    | Denise Dufort, Johnson, McAuliffe, Enid Williams | Enid  | 3:31  |
| 3. | Race with the Devil (reprise du groupe The Gun) | Adrian Gurvitz                                   | Enid  | 2:51  |
| 4. | Take It All Away                                | McAuliffe                                        | Enid  | 3:43  |
| 5. | Nothing to Lose                                 | McAuliffe, Johnson                               | Kim   | 4:30  |

Face 2
| No  | Titre         | Auteur                               | chant | Durée |
| --- | ------------- | ------------------------------------ | ----- | ----- |
| 6.  | Breakdown     | McAuliffe, Johnson                   | Kelly | 3:05  |
| 7.  | Midnight Ride | McAuliffe, Johnson, Williams         | Enid  | 3:16  |
| 8.  | Emergency     | Dufort, Johnson, McAuliffe, Williams | Enid  | 2:50  |
| 9.  | Baby Doll     | Dufort, Johnson, McAuliffe, Williams | Enid  | 4:13  |
| 10. | Deadline      | McAuliffe, Johnson                   | Kim   | 2:54  |

### Titres bonus réédition remastérisé de 2004
| No  | Titre                                                       | Auteur                               | chant | Durée |
| --- | ----------------------------------------------------------- | ------------------------------------ | ----- | ----- |
| 11. | Take It All Away (single 1979)                              | McAuliffe                            | Enid  | 3:12  |
| 12. | It Could Be Better (face B du single Take It All Away 1979) | Dufort, Johnson, McAuliffe, Williams | Enid  | 2:55  |
| 13. | Nothing to Lose (démo)                                      | McAuliffe, Johnson                   | Enid  | 3:47  |
| 14. | Not for Sale (démo)                                         | Dufort, Johnson, McAuliffe, Williams | Enid  | 3:30  |
| 15. | Furniture Fire (face B du single Emergency, 1980)           | McAuliffe, Johnson                   | Kelly | 3:00  |
| 16. | Take It All Away (live, BBC Friday Rock Show, 01/08/1980)   | McAuliffe                            | Enid  | 3:32  |
| 17. | Breakdown (live, BBC Friday Rock Show, 01/08/1980)          | McAuliffe, Johnson                   | Kelly | 3:24  |
| 18. | Demolition Boys (live, BBC Friday Rock Show, 01/08/1980)    | MCAuliffe, Johnson                   | Kim   | 3:02  |
| 19. | Nothing to Lose (live, BBC Friday Rock Show, 01/08/1980)    | McAuliffe, Johnson                   | Kim   | 4:23  |

## Musiciennes
- Kim McAuliffe: guitare rythmique, chant
- Denise Dufort: batterie, percussions
- Kelly Johnson: lead guitare, chant
- Enid Williams: basse, chant

## Charts
| Pays        | Durée du classement | Meilleur classement |
| ----------- | ------------------- | ------------------- |
| Royaume-Uni | 10 semaines         | 28e                 |

| Pays        | Titre               | Durée du classement | Meilleur classement |
| ----------- | ------------------- | ------------------- | ------------------- |
| Royaume-Uni | Race with the Devil | 6 semaines          | 49e                 |